# Neopasites cressoni
Neopasites cressoni là một loài Hymenoptera trong họ Apidae. Loài này được Crawford mô tả khoa học năm 1916.